# Тім Міллер
Тімоті «Тім» Міллер (англ. Timothy «Tim» Miller; нар. 10 жовтня 1964) — американський кінорежисер, продюсер, сценарист і художник візуальних ефектів. Він відомий як режисер супергеройського фільму «Дедпул» (2016), який є його повнометражним дебютом, і науково-фантастичного бойовика «Термінатор: Фатум» (2019). Міллер є творцем анімаційного телесеріалу-антології «Любов, смерть і роботи», за який отримав кілька премій «Еммі». Крім того, він є співзасновником Blur Studio, яка спеціалізується на створенні CGI-контенту для різних мультимедіа. Міллер був номінований на премію «Оскар» за найкращий анімаційний короткометражний фільм як виконавчий продюсер мультфільму «Ховрах схибив» (2004).

## Біографія
Тім Міллер народився 10 жовтня 1964 року в місті Форт-Вашингтон, Меріленд. Він відвідував університет Співдружності Вірджинії в Ричмонді, який закінчив наприкінці 1980-х зі спеціальністю в редакційній ілюстрації та анімації. Міллер прагнув стати художником коміксів і намагався влаштуватися на роботу до відділу Marvel Comics в Нью-Йорку, але його заявку відхилили. Першою режисерською роботою Міллера стала реклама про хвороби, що передаються статевим шляхом, створена для компанії в Балтиморі, яка спеціалізувалася на медичних фільмах. Певний час він працював у студії постпродукції Action Video та компанії Sony, а також займався візуальними ефектами до телесеріалу «Вавилон-5» (1993—1998). У 1995 році було випущено фільм жахів «Укриття», над яким Міллер працював як аніматор. Того ж року він співзаснував компанію Blur Studio, що спеціалізується на створенні CGI-контенту для різних мультимедіа та у складі якої працював над численними проєктами. У 1996 році він був аніматором одного із сегментів науково-фантастичного фільму жахів «Повсталий з пекла 4: Кровна спорідненість».
У 2000 році було випущено супергеройський фільм «Люди Ікс», під час виробництва якого Міллер займався візуальними ефектами. У 2001 році він був креативним супервайзером науково-фантастичного фільму «Хранитель душ», а наступного року став співрежисером та автором історії короткометражного мультфільму «Тітка Луїза». Міллер працював над візуальними ефектами до фільмів «Шибайголова» та «Люди Ікс 2», обидва з яких було випущено у 2003 році. Водночас він був режисером та сценаристом чергового короткометражного мультфільму «Кам'яна риба», також обіймаючи посаду анімаційного супервайзера. У 2004 році було випущено короткометражні мультфільми «Ховрах схибив» та «Негранований алмаз», тоді як Міллер став співавтором історій та виконавчим продюсером; за перший проєкт він отримав номінацію на премію «Оскар» у категорії «Найкращий анімаційний короткометражний фільм» під час 77-ї церемонії вручення. Того ж року Міллер обіймав посаду креативного директора мультфільму «Мікі: І знову під Різдво» від DisneyToon Studios.
У 2006 році Міллер став співсценаристом та виконавчим продюсером короткометражного мультфільму «Дуель джентльменів». Водночас він створив кілька анімаційних рекламних відеороликів про Залізну людину під час ранньої стадії виробництва однойменного фільму для ознайомлення дитячої аудиторії з персонажем. Міллер був креативним супервайзером одного із сегментів фільму «Скотт Пілігрим проти світу» (2011), а також працював над вступною заставкою до трилеру «Дівчина з тату дракона». Він став режисером другого знімального підрозділу для прологу супергеройського фільму «Тор: Царство темряви» (2013). Міллер неодноразово працював над різними відеоіграми, включно з Shadow the Hedgehog (2005), Hellgate: London (2007), Mass Effect 2 (2010) та Star Wars: The Old Republic (2011). Він також був режисером кінематографічних трейлерів для Warhammer: Mark of Chaos (2006) та DC Universe Online (2011). У 2008—2011 роках Міллер кілька разів був номінований на премію Товариства фахівців із візуальних ефектів за свою роботу над відеоіграми.
Міллер працював над «Першим месником: Протистояння» (2016), допомагаючи із деякими сценами, але залишив проєкт, щоб зайнятися фільмом про персонажа коміксів Дедпула. Однойменний фільм, який є повнометражним режисерським дебютом Міллера, отримав схвальні відгуки після випуску у 2016 році, тоді як деякі оглядачі похвалили режисуру. Картину також спіткав комерційний успіх — її касові збори сягнули 782 млн $ при бюджеті в 58 млн $, що зробило її однією з найкасовіших у 2016 році та найкасовішим фільмом із рейтингом R на той час. Міллер був номінований на премії Гільдії режисерів Америки та Г'юго за визначну режисуру та найкращу драматичну постановку відповідно. Спочатку планувалося, що Міллер також зніме «Дедпула 2» (2018), але він покинув проєкт у жовтні 2016 року через творчі розбіжності з Раяном Рейнольдсом, виконавцем головної ролі. У різні роки повідомлялося про залученість Міллера до кількох кіноадаптацій, серед яких комікс Воррена Еліса Gravel, новела Джо Голдемана «Пори року» (1985), і романи Денієла Суареса «Приплив» (2014) та Вільяма Ґібсона «Нейромант» (1984); стан цих проєктів залишається невідомим.
У 2019 році було випущено перший сезон анімаційного телесеріалу-антології «Любов, смерть і роботи», творцем якого став Міллер. Проєкт було оголошено ще у 2008 році як римейк мультфільму «Важкий метал» (1981), але його виробництво постійно відкладалося через проблеми з фінансуванням, доки ним не зацікавилася компанія Netflix. Крім посади виконавчого співпродюсера, Міллер також зняв та написав сценарій до декількох епізодів. У 2021—2022 роках було випущено другий та третій сезони відповідно. Серіал отримав схвальні відгуки критиків, а Міллер здобув кілька премій «Еммі» за окремі епізоди з кожного сезону. Після залишення виробництва «Дедпула 2», Міллер вибрав своїм наступним режисерським проєктом науково-фантастичний бойовик «Термінатор: Фатум» (2019), а також став його виконавчим продюсером та співтворчим консультантом. Фільм отримав неоднозначні відгуки критиків і не мав комерційного успіху, водночас втративши 112,6 млн $. Міллер став виконавчим продюсером пригодницьких бойовиків «Їжак Сонік» (2020) та «Їжак Сонік 2» (2022), що ґрунтуються на однойменної франшизи, і фільму «Втеча з Преторії» (2020). У січні 2023 року було повідомлено, що він займеться перезніманням деяких сцен до фільму «Бордерлендс» через зайнятість режисера Елая Рота іншим проєктом. У 2024 році буде випущено «Їжака Соніка 3», тоді як Міллер знову стане виконавчим продюсером.

## Фільмографія
| Рік       |    | Українська назва                          | Оригінальна назва               | Роль                                                                  |
| --------- | -- | ----------------------------------------- | ------------------------------- | --------------------------------------------------------------------- |
| 1993      | с  | Вавилон-5                                 | Babylon 5                       | візуальні ефекти                                                      |
| 1995      | ф  | Укриття                                   | Hideaway                        | аніматор                                                              |
| 1996      | ф  | Повсталий з пекла 4: Кровна спорідненість | Hellraiser: Bloodline           | аніматор                                                              |
| 2000      | ф  | Люди Ікс                                  | X-Men                           | візуальні ефекти                                                      |
| 2001      | ф  | Хранитель душ                             | Soulkeeper                      | креативний супервайзер                                                |
| 2002      | мф | Тітка Луїза                               | Aunt Luisa                      | співрежисер, автор історії                                            |
| 2003      | ф  | Шибайголова                               | Daredevil                       | візуальні ефекти                                                      |
| 2003      | мф | Кам'яна риба                              | RockFish                        | режисер, сценарист, анімаційний супервайзер                           |
| 2003      | ф  | Люди Ікс 2                                | X2                              | візуальні ефекти                                                      |
| 2004      | мф | Ховрах схибив                             | Gopher Broke                    | співавтор історії, виконавчий продюсер                                |
| 2004      | мф | Негранований алмаз                        | In the Rough                    | співавтор історії, виконавчий продюсер                                |
| 2004      | мф | Міккі: І знову під Різдво                 | Mickey's Twice Upon a Christmas | креативний директор                                                   |
| 2006      | мф | Дуель джентльменів                        | A Gentlemen's Duel              | співсценарист, виконавчий продюсер                                    |
| 2010      | ф  | Скотт Пілігрим проти світу                | Scott Pilgrim vs. the World     | креативний супервайзер                                                |
| 2011      | ф  | Дівчина з тату дракона                    | The Girl with the Dragon Tattoo | креативний директор вступної заставки                                 |
| 2013      | ф  | Тор: Царство темряви                      | Thor: The Dark World            | режисер другого підрозділу для прологу                                |
| 2016      | ф  | Дедпул                                    | Deadpool                        | режисер                                                               |
| 2019—2022 | мс | Любов, смерть і роботи                    | Love, Death & Robots            | автор ідеї, керівник проєкту, режисер, сценарист, виконавчий продюсер |
| 2019      | ф  | Термінатор: Фатум                         | Terminator: Dark Fate           | режисер, виконавчий продюсер, співтворчий консультант                 |
| 2020      | ф  | Їжак Сонік                                | Sonic the Hedgehog              | виконавчий продюсер                                                   |
| 2020      | ф  | Втеча з Преторії                          | Escape from Pretoria            | виконавчий продюсер                                                   |
| 2022      | ф  | Їжак Сонік 2                              | Sonic the Hedgehog 2            | виконавчий продюсер                                                   |
| 2024      | ф  | Бордерлендс                               | Borderlands                     | режисер перезнімань                                                   |
| 2024      | ф  | Їжак Сонік 3                              | Sonic the Hedgehog 3            | виконавчий продюсер                                                   |
| 2024      | мс | Секретний рівень                          | Secret Level                    | автор ідеї, керівник проєкту, сценарист, виконавчий продюсер          |

## Нагороди та номінації
| Рік  | Нагорода                                  | Категорія                                          | Номінант                    | Результат | Прим.  |
| ---- | ----------------------------------------- | -------------------------------------------------- | --------------------------- | --------- | ------ |
| 2005 | Оскар                                     | Найкращий анімаційний короткометражний фільм       | Ховрах схибив               | Номінація | [ 14 ] |
| 2008 | Товариство фахівців із візуальних ефектів | Визначні візуальні ефекти у відеоігрових катсценах | Hellgate: London            | Номінація | [ 25 ] |
| 2010 | Товариство фахівців із візуальних ефектів | Визначні візуальні ефекти у відеоігровому трейлері | Star Wars: The Old Republic | Номінація | [ 26 ] |
| 2010 | Товариство фахівців із візуальних ефектів | Визначні візуальні ефекти у відеоігровому трейлері | Mass Effect 2               | Номінація | [ 26 ] |
| 2011 | Товариство фахівців із візуальних ефектів | Визначний анімаційний рекламний ролик              | Dante's Inferno             | Номінація | [ 27 ] |
| 2011 | Товариство фахівців із візуальних ефектів | Визначні візуальні ефекти у відеоігровому трейлері | Star Wars: The Old Republic | Номінація | [ 27 ] |
| 2017 | Премія Гільдії режисерів Америки          | Визначна режисура — дебютний повнометражний фільм  | Дедпул                      | Номінація | [ 36 ] |
| 2017 | Г'юго                                     | Найкраща драматична постановка                     | Дедпул                      | Номінація | [ 37 ] |
| 2019 | Прайм-тайм премія «Еммі»                  | Визначна короткометражна анімаційна програма       | Любов, смерть і роботи      | Перемога  | [ 53 ] |
| 2021 | Прайм-тайм премія «Еммі»                  | Визначна короткометражна анімаційна програма       | Любов, смерть і роботи      | Перемога  | [ 54 ] |
| 2022 | Прайм-тайм премія «Еммі»                  | Визначна короткометражна анімаційна програма       | Любов, смерть і роботи      | Перемога  | [ 55 ] |